# Torneo Clausura 2022 (Panamá)
El Torneo Clausura 2022, oficialmente llamado por motivo de patrocinio Liga LPF Tigo Clausura 2022, es la quincuagésima séptima edición de la máxima división panameña, siendo el final de la temporada 2022. Su inicio estaba programado para el 15 de julio de 2022, pero fue pospuesto para el 22 de julio por la crisis social y económica que se vivía en el país.

## Sistema de competición
El torneo de la Liga Tigo Clausura 2022, está conformado en dos partes:
- Fase de clasificación: Se integra por dos conferencias de seis equipos por 16 jornadas del torneo.
- Fase final: Se integra por los partidos de play-offs, semifinal y final.

### Fase de clasificación
En la fase de clasificación se observó el sistema de puntos. La ubicación en la tabla general está sujeta a lo siguiente:
- Por juego ganado se obtendrán tres puntos.
- Por juego empatado se obtendrá un punto.
- Por juego perdido no se otorgan puntos.

En esta fase participan los 12 clubes de la LPF jugando en dos grupos llamados conferencias durante las 16 jornadas respectivas.

### Fase final
Los seis clubes mejor ubicados en la tabla de posiciones clasifican a la fase eliminatoria. Los dos primeros tienen derecho a jugar semifinales directamente y a cerrar la serie como local, mientras que los otros cuatro jugarán a partido único un play-offs, en caso de un empate en los encuentros se disputaran tiempos extras, dos tiempos de 15 minutos cada uno, de persistir el resultado el partido se definirá desde la tanda de los penales. 
La primera etapa se desarrolla de la siguiente manera (Play-Offs):
La segunda etapa de la fase final, consiste en unas semifinales que se jugarán a partido único, en caso de que la igualdad persista, se procederá a jugar tiempos extras y eventualmente penales. Las semifinales se desarrollarán de la siguiente manera:
En la Final del torneo se reubicarán los clubes de acuerdo a su posición en la tabla, para determinar el conjunto local y visitante en el juego, respectivamente, para este torneo la final será a partido único y se jugará en el Estadio Rommel Fernández, en caso de que la igualdad persista, se procederá a jugar tiempos extras y eventualmente penales.

## Equipos participantes

### Equipos por provincias
| Provincia    | N.º | Equipos                                                                         |
| ------------ | --- | ------------------------------------------------------------------------------- |
| Panamá       | 5   | Alianza FC, CD Plaza Amador, Potros del Este, Sporting San Miguelito, Tauro FC. |
| Panamá Oeste | 2   | CA Independiente, San Francisco FC                                              |
| Coclé        | 1   | CD Universitario                                                                |
| Colón        | 1   | Deportivo Árabe Unido                                                           |
| Chiriquí     | 1   | CD Atlético Chiriquí                                                            |
| Herrera      | 1   | Herrera FC                                                                      |
| Veraguas     | 1   | Veraguas United FC                                                              |
| Total        | 12  |                                                                                 |

### Información de los equipos participantes
| Equipo                 | Entrenador        | Ciudad                    | Estadio                   | Capacidad | Patrocinador                                                            | Kit       |
| ---------------------- | ----------------- | ------------------------- | ------------------------- | --------- | ----------------------------------------------------------------------- | --------- |
| Alianza                | Jair Palacios     | Panamá, Panamá            | Javier Cruz García        | 700       | Clinilab Panamá                                                         | Keuka     |
| Atlético Chiriquí      | Dayron Pérez      | David                     | San Cristóbal             | 2 890     |                                                                         | Kelme     |
| Árabe Unido            | Julio Dely Valdés | Colón                     | Armando Dely Valdés       | 1 121     | 3 patrocinadores BetCha.pa AguAseo Kendall Motor Oil                    | Kelme     |
| Atlético Independiente | Franklin Narváez  | La Chorrera, Panamá Oeste | Agustín "Muquita" Sánchez | 3 000     | Altos De La Pradera                                                     | Fila      |
| Herrera                | Nino Valencia     | Chitré                    | Los Milagros              | 1 000     | 4 patrocinadores Varela Hermanos S.A. Betcris Gran Hotel Azuero Hertz   | Strik3r   |
| Plaza Amador           | Jorge Dely Valdés | Panamá, Panamá            | Los Andes                 | 1 450     | 2 patrocinadores Sportium SPARK                                         | Puma      |
| Potros del Este        | Daniel Blanco     | Panamá, Panamá            | Javier Cruz García        | 700       | UniWorld Air Cargo                                                      | Luanvi    |
| San Francisco          | Gary Stempel      | La Chorrera, Panamá Oeste | Agustín "Muquita" Sánchez | 3 000     | Betcha.pa                                                               | Strik3r   |
| Sporting San Miguelito | Felipe Borowsky   | San Miguelito, Panamá     | Los Andes                 | 1 450     | Teletón 20-30                                                           | Spirits   |
| Tauro                  | Francisco Perlo   | Panamá, Panamá            | Javier Cruz García        | 700       | 3 patrocinadores Betcha.pa Universidad del Istmo Kentucky Fried Chicken | Patrick   |
| Universitario          | Julio Infante     | Penonomé, Coclé           | Universidad Latina        | 3 500     | Universidad Latina                                                      | FB Sports |
| Veraguas United        | Villi Trebino     | Santiago                  | Rafael Rodríguez          | 500       | 3 patrocinadores Betcris Super Carnes La Parmigiana                     | Strik3r   |

Datos actualizados al 4 de octubre de 2022.
- Nota: (*)  Los equipos utilizaron dichos estadios sólo por este torneo.

### Cambios de entrenadores
| Equipo                 | Entrenador saliente        | Fecha de salida  | Jornada dirigidas | Tipo de despido      | Reemplazado por            | Fecha de llegada |
| ---------------------- | -------------------------- | ---------------- | ----------------- | -------------------- | -------------------------- | ---------------- |
| Atlético Independiente | Iván Guerra                | 18 de mayo       | Pretemporada      | Fin de contrato      | Franklin Narváez           | 23 de mayo       |
| Universitario          | Alberto Blanco             | 20 de mayo       | Pretemporada      | Fin de contrato      | Julio Infante              | 23 de junio      |
| Herrera                | Julio Infante              | 20 de mayo       | Pretemporada      | Fin de contrato      | Emmanuel Calleja           | 23 de mayo       |
| Veraguas United        | Daniel Lanata              | 22 de junio      | Pretemporada      | Fin de contrato      | Héctor Blanco              | 23 de junio      |
| Atlético Chiriquí      | Alberto Valencia           | 4 de julio       | Pretemporada      | Fin de contrato      | Dayron Pérez               | 7 de julio       |
| Tauro                  | Rolando Palma              | 11 de agosto     | (1 - 4)           | Destitución          | Manuel Valencia (Interino) | 11 de agosto     |
| Tauro                  | Manuel Valencia (Interino) | 13 de agosto     | (5)               | Fin de interinidad   | Francisco Perlo            | 13 de agosto     |
| San Francisco          | Gonzalo Soto               | 28 de agosto     | (1 - 7)           | Mutuo acuerdo        | Gary Stempel               | 29 de agosto     |
| Veraguas United        | Héctor Blanco              | 19 de septiembre | (1-10)            | Renuncia             | Villi Trebino (Interino)   | 20 de septiembre |
| Herrera                | Emmanuel Calleja           | 20 de septiembre | (1-10)            | Recisión de contrato | Miguel Corral (Interino)   | 21 de septiembre |
| Herrera                | Miguel Corral (Interino)   | 20 de septiembre | (11-12)           | Fin de interinidad   | Nino Valencia              | 30 de septiembre |

## Fase de Clasificación

### Conferencia Este
| Pos. | Equipo             | Pts. | PJ | G | E | P | GF | GC | Dif. | Notas                                  |
| ---- | ------------------ | ---- | -- | - | - | - | -- | -- | ---- | -------------------------------------- |
| 1    | C. D. Árabe Unido  | 25   | 16 | 7 | 4 | 5 | 20 | 13 | +7   | Acceso directo a las semifinales.      |
| 2    | Sporting S. M.     | 25   | 16 | 6 | 7 | 3 | 21 | 16 | +5   | Acceso a los play-offs de semifinales. |
| 3    | C. D. Plaza Amador | 24   | 16 | 6 | 6 | 4 | 18 | 17 | +1   | Acceso a los play-offs de semifinales. |
| 4    | Alianza F. C.      | 24   | 16 | 7 | 3 | 6 | 15 | 15 | 0    |                                        |
| 5    | Tauro F. C.        | 24   | 16 | 7 | 3 | 6 | 15 | 15 | 0    |                                        |
| 6    | Potros del Este    | 22   | 16 | 6 | 4 | 6 | 25 | 21 | +4   | Último lugar.                          |

Actualizado a los partidos jugados el 22 de octubre de 2022.
 Fuente: LPF, Soccerway.

### Conferencia Oeste
| Pos. | Equipo                  | Pts. | PJ | G  | E | P | GF | GC | Dif. | Notas                                  |
| ---- | ----------------------- | ---- | -- | -- | - | - | -- | -- | ---- | -------------------------------------- |
| 1    | C. A. Independiente     | 32   | 16 | 10 | 2 | 4 | 26 | 11 | +15  | Acceso directo a las semifinales.      |
| 2    | C. D. Universitario     | 26   | 16 | 7  | 5 | 4 | 25 | 20 | +5   | Acceso a los play-offs de semifinales. |
| 3    | San Francisco F. C.     | 18   | 16 | 5  | 3 | 8 | 20 | 18 | +2   | Acceso a los play-offs de semifinales. |
| 4    | Veraguas United F. C.   | 15   | 16 | 3  | 6 | 7 | 17 | 20 | −3   |                                        |
| 5    | Herrera F. C.           | 13   | 16 | 2  | 7 | 7 | 10 | 28 | −18  |                                        |
| 6    | C. D. Atlético Chiriquí | 11   | 16 | 1  | 8 | 7 | 7  | 25 | −18  | Último lugar.                          |

Actualizado a los partidos jugados el 22 de octubre de 2022.
 Fuente: LPF, Soccerway.
| Simbología |
| --- |
| Pos – Posición; PJ – Partidos Jugados; PG - Partidos Ganados; PE - Partidos Empatados; PP - Partidos Perdidos; GF – Goles a Favor; GC – Goles en Contra; DIF – Diferencia de Goles; PTS - Puntos. |

### Evolución de la clasificación
Conferencia Este 
| Jornada            | 01 | 02 | 03 | 04 | 05 | 06 | 07 | 08 | 09 | 10 | 11 | 12 | 13 | 14 | 15 | 16 |
| Equipo             |    |    |    |    |    |    |    |    |    |    |    |    |    |    |    |    |
| ------------------ | -- | -- | -- | -- | -- | -- | -- | -- | -- | -- | -- | -- | -- | -- | -- | -- |
| C. D. Árabe Unido  | 4  | 4  | 3  | 2  | 3  | 2  | 2  | 2  | 2  | 1  | 1  | 1  | 3  | 4  | 1  | 1  |
| Sporting S. M.     | 6  | 5  | 5  | 4  | 2  | 4  | 4  | 3  | 3  | 3  | 2  | 3  | 2  | 3  | 5  | 2  |
| C. D. Plaza Amador | 2  | 1  | 1  | 1  | 1  | 1  | 1  | 1  | 1  | 2  | 3  | 2  | 1  | 1  | 2  | 3  |
| Alianza F. C.      | 3  | 2  | 4  | 5  | 6  | 6  | 5  | 6  | 6  | 6  | 5  | 4  | 4  | 2  | 3  | 4  |
| Tauro F. C.        | 5  | 6  | 6  | 6  | 5  | 5  | 6  | 5  | 5  | 5  | 6  | 5  | 6  | 6  | 6  | 5  |
| C. D. del Este     | 1  | 3  | 2  | 3  | 4  | 3  | 3  | 4  | 4  | 4  | 4  | 6  | 5  | 5  | 4  | 6  |

 Conferencia Oeste 
| Jornada               | 01 | 02 | 03 | 04 | 05 | 06 | 07 | 08 | 09 | 10 | 11 | 12 | 13 | 14 | 15 | 16 |
| Equipo                |    |    |    |    |    |    |    |    |    |    |    |    |    |    |    |    |
| --------------------- | -- | -- | -- | -- | -- | -- | -- | -- | -- | -- | -- | -- | -- | -- | -- | -- |
| C. A. Independiente   | 2  | 1  | 1  | 1  | 1  | 1  | 1  | 1  | 1  | 1  | 1  | 1  | 1  | 1  | 1  | 1  |
| C. D. Universitario   | 1  | 3  | 2  | 2  | 2  | 2  | 2  | 2  | 2  | 2  | 2  | 2  | 2  | 2  | 2  | 2  |
| San Francisco F. C.   | 6  | 6  | 5  | 6  | 5  | 5  | 5  | 6  | 6  | 4  | 3  | 3  | 3  | 3  | 3  | 3  |
| Veraguas United F. C. | 3  | 4  | 4  | 3  | 3* | 3  | 4  | 4  | 4  | 5  | 6  | 4  | 4  | 5  | 5  | 4  |
| Herrera F. C.         | 5* | 5* | 6* | 5* | 6* | 6  | 6  | 5  | 5  | 6  | 5  | 6  | 6  | 4  | 4  | 5  |
| Atlético Chiriquí     | 4* | 2* | 3* | 4* | 4* | 4  | 3  | 3  | 3  | 3  | 4  | 5  | 5  | 6  | 6  | 6  |

Notas: * Indica la posición del equipo con un partido pendiente.

### Tabla de posiciones
| Pos. | Equipo                  | Pts. | PJ | G  | E | P | GF | GC | Dif. | Notas            |
| ---- | ----------------------- | ---- | -- | -- | - | - | -- | -- | ---- | ---------------- |
| 1    | C. A. Independiente     | 32   | 16 | 10 | 2 | 4 | 26 | 11 | +15  | Líder del torneo |
| 2    | C. D. Universitario     | 26   | 16 | 7  | 5 | 4 | 25 | 20 | +5   |                  |
| 3    | Deportivo Árabe Unido   | 25   | 16 | 7  | 4 | 5 | 20 | 13 | +7   |                  |
| 4    | Sporting S. M.          | 25   | 16 | 6  | 7 | 3 | 21 | 16 | +5   |                  |
| 5    | C. D. Plaza Amador      | 24   | 16 | 6  | 6 | 4 | 18 | 17 | +1   |                  |
| 6    | Alianza F. C.           | 24   | 16 | 7  | 3 | 6 | 15 | 15 | 0    |                  |
| 7    | Tauro F. C.             | 24   | 16 | 7  | 3 | 6 | 15 | 15 | 0    |                  |
| 8    | Potros del Este         | 22   | 16 | 6  | 4 | 6 | 25 | 21 | +4   |                  |
| 9    | San Francisco F. C.     | 18   | 16 | 5  | 3 | 8 | 20 | 18 | +2   |                  |
| 10   | Veraguas United F. C.   | 15   | 16 | 3  | 6 | 7 | 17 | 20 | −3   |                  |
| 11   | Herrera F. C.           | 13   | 16 | 2  | 7 | 7 | 10 | 28 | −18  |                  |
| 12   | C. D. Atlético Chiriquí | 11   | 16 | 1  | 8 | 7 | 7  | 25 | −18  | Último lugar.    |

Actualizado a los partidos jugados el 22 de octubre de 2022.
 Fuente: Liga Panameña de Fútbol.

## Resultados

### Jornadas
- Los horarios son correspondientes al tiempo de Ciudad de Panamá (UTC-5)
- Puedes mirar el calendario completo aquí

| Jornada 1              | Jornada 1 | Jornada 1       | Jornada 1                 | Jornada 1    | Jornada 1 | Jornada 1 | Jornada 1 | Jornada 1 | Jornada 1 |
| ---------------------- | --------- | --------------- | ------------------------- | ------------ | --------- | --------- | --------- | --------- | --------- |
| Conferencia Este       |           |                 |                           |              |           |           |           |           |           |
| Local                  | Resultado | Visitante       | Estadio                   | Fecha        | Hora      | TV        |           |           |           |
| Sporting SM            | 0 - 1     | Alianza         | Los Andes                 | 22 de julio  | 20:00     |           |           |           |           |
| Árabe Unido            | 1 - 2     | Plaza Amador    | Armando Dely Valdés       | 24 de julio  | 16:00     |           |           |           |           |
| Tauro                  | 1 - 2     | Potros del Este | Javier Cruz García        | 24 de julio  | 18:15     |           |           |           |           |
| Conferencia Oeste      |           |                 |                           |              |           |           |           |           |           |
| Local                  | Resultado | Visitante       | Estadio                   | Fecha        | Hora      | TV        |           |           |           |
| Universitario          | 1 - 0     | San Francisco   | Virgilio Tejeira Andrión  | 23 de julio  | 16:00     |           |           |           |           |
| Atlético Independiente | 0 - 0     | Veraguas United | Agustín "Muquita" Sánchez | 23 de julio  | 18:15     |           |           |           |           |
| Atlético Chiriquí      | 0 - 0     | Herrera         | San Cristóbal             | 17 de agosto | 20:00     |           |           |           |           |
| Total de goles: 8      |           |                 |                           |              |           |           |           |           |           |

| Jornada 2              | Jornada 2 | Jornada 2       | Jornada 2                 | Jornada 2   | Jornada 2 | Jornada 2 | Jornada 2 | Jornada 2 | Jornada 2 |
| ---------------------- | --------- | --------------- | ------------------------- | ----------- | --------- | --------- | --------- | --------- | --------- |
| Conferencia Este       |           |                 |                           |             |           |           |           |           |           |
| Local                  | Resultado | Visitante       | Estadio                   | Fecha       | Hora      | TV        |           |           |           |
| Alianza                | 0 - 0     | Tauro           | Javier Cruz García        | 30 de julio | 16:00     |           |           |           |           |
| Plaza Amador           | 1 - 1     | Sporting SM     | Los Andes                 | 30 de julio | 20:30     |           |           |           |           |
| Árabe Unido            | 2 - 1     | Potros del Este | Armando Dely Valdés       | 31 de julio | 16:00     |           |           |           |           |
| Conferencia Oeste      |           |                 |                           |             |           |           |           |           |           |
| Local                  | Resultado | Visitante       | Estadio                   | Fecha       | Hora      | TV        |           |           |           |
| Atlético Independiente | 2 - 0     | San Francisco   | Agustín "Muquita" Sánchez | 29 de julio | 20:00     |           |           |           |           |
| Veraguas United        | 0 - 0     | Herrera         | Rafael Rodríguez          | 30 de julio | 18:15     |           |           |           |           |
| Atlético Chiriquí      | 3 - 2     | Universitario   | San Cristóbal             | 31 de julio | 18:15     |           |           |           |           |
| Total de goles: 12     |           |                 |                           |             |           |           |           |           |           |

| Jornada 3          | Jornada 3 | Jornada 3              | Jornada 3                 | Jornada 3   | Jornada 3 | Jornada 3 | Jornada 3 | Jornada 3 | Jornada 3 |
| ------------------ | --------- | ---------------------- | ------------------------- | ----------- | --------- | --------- | --------- | --------- | --------- |
| Conferencia Este   |           |                        |                           |             |           |           |           |           |           |
| Local              | Resultado | Visitante              | Estadio                   | Fecha       | Hora      | TV        |           |           |           |
| Plaza Amador       | 1 - 0     | Tauro                  | Los Andes                 | 6 de agosto | 20:30     |           |           |           |           |
| Potros del Este    | 2 - 1     | Alianza                | Javier Cruz García        | 7 de agosto | 16:00     |           |           |           |           |
| Sporting SM        | 0 - 0     | Árabe Unido            | Los Andes                 | 7 de agosto | 18:15     |           |           |           |           |
| Conferencia Oeste  |           |                        |                           |             |           |           |           |           |           |
| Local              | Resultado | Visitante              | Estadio                   | Fecha       | Hora      | TV        |           |           |           |
| San Francisco      | 0 - 0     | Atlético Chiriquí      | Agustín "Muquita" Sánchez | 5 de agosto | 20:00     |           |           |           |           |
| Veraguas United    | 0 - 3     | Universitario          | Rafael Rodríguez          | 6 de agosto | 16:00     |           |           |           |           |
| Herrera            | 0 - 5     | Atlético Independiente | Los Milagros              | 6 de agosto | 18:15     |           |           |           |           |
| Total de goles: 12 |           |                        |                           |             |           |           |           |           |           |

| Jornada 4              | Jornada 4 | Jornada 4         | Jornada 4                 | Jornada 4    | Jornada 4 | Jornada 4 | Jornada 4 | Jornada 4 | Jornada 4 |
| ---------------------- | --------- | ----------------- | ------------------------- | ------------ | --------- | --------- | --------- | --------- | --------- |
| Conferencia Este       |           |                   |                           |              |           |           |           |           |           |
| Local                  | Resultado | Visitante         | Estadio                   | Fecha        | Hora      | TV        |           |           |           |
| Alianza                | 0 - 3     | Árabe Unido       | Javier Cruz García        | 10 de agosto | 16:00     |           |           |           |           |
| Sporting SM            | 3 - 1     | Tauro             | Los Andes                 | 10 de agosto | 18:15     |           |           |           |           |
| Potros del Este        | 1 - 1     | Plaza Amador      | Javier Cruz García        | 10 de agosto | 20:30     |           |           |           |           |
| Conferencia Oeste      |           |                   |                           |              |           |           |           |           |           |
| Local                  | Resultado | Visitante         | Estadio                   | Fecha        | Hora      | TV        |           |           |           |
| Veraguas United        | 3 - 1     | San Francisco     | Rafael Rodríguez          | 9 de agosto  | 16:00     |           |           |           |           |
| Atlético Independiente | 3 - 0     | Atlético Chiriquí | Agustín "Muquita" Sánchez | 9 de agosto  | 18:15     |           |           |           |           |
| Herrera                | 2 - 2     | Universitario     | Los Milagros              | 9 de agosto  | 20:30     |           |           |           |           |
| Total de goles: 20     |           |                   |                           |              |           |           |           |           |           |

| Jornada 5              | Jornada 5 | Jornada 5       | Jornada 5                 | Jornada 5    | Jornada 5 | Jornada 5 | Jornada 5 | Jornada 5 | Jornada 5 |
| ---------------------- | --------- | --------------- | ------------------------- | ------------ | --------- | --------- | --------- | --------- | --------- |
| Conferencia Este       |           |                 |                           |              |           |           |           |           |           |
| Local                  | Resultado | Visitante       | Estadio                   | Fecha        | Hora      | TV        |           |           |           |
| Tauro                  | 1 - 0     | Árabe Unido     | Javier Cruz García        | 13 de agosto | 16:00     |           |           |           |           |
| Alianza                | 1 - 3     | Plaza Amador    | Los Andes                 | 13 de agosto | 18:15     |           |           |           |           |
| Potros del Este        | 1 - 3     | Sporting SM     | Javier Cruz García        | 13 de agosto | 20:30     |           |           |           |           |
| Conferencia Oeste      |           |                 |                           |              |           |           |           |           |           |
| Local                  | Resultado | Visitante       | Estadio                   | Fecha        | Hora      | TV        |           |           |           |
| San Francisco          | 5 - 0     | Herrera         | Agustín "Muquita" Sánchez | 12 de agosto | 20:00     |           |           |           |           |
| Atlético Chiriquí      | 1 - 1     | Veraguas United | San Cristóbal             | 14 de agosto | 18:15     |           |           |           |           |
| Atlético Independiente | 3 - 1     | Universitario   | Agustín "Muquita" Sánchez | 16 de agosto | 20:00     |           |           |           |           |
| Total de goles: 20     |           |                 |                           |              |           |           |           |           |           |

| Jornada 6          | Jornada 6 | Jornada 6              | Jornada 6           | Jornada 6    | Jornada 6 | Jornada 6 | Jornada 6 | Jornada 6 | Jornada 6 |
| ------------------ | --------- | ---------------------- | ------------------- | ------------ | --------- | --------- | --------- | --------- | --------- |
| Interconferencias  |           |                        |                     |              |           |           |           |           |           |
| Local              | Resultado | Visitante              | Estadio             | Fecha        | Hora      | TV        |           |           |           |
| Potros del Este    | 3 - 1     | Atlético Independiente | Javier Cruz García  | 19 de agosto | 20:00     |           |           |           |           |
| Árabe Unido        | 2 - 0     | San Francisco          | Armando Dely Valdés | 20 de agosto | 16:00     |           |           |           |           |
| Sporting SM        | 2 - 2     | Universitario          | Los Andes           | 20 de agosto | 18:15     |           |           |           |           |
| Tauro              | 2 - 1     | Herrera                | Javier Cruz García  | 20 de agosto | 20:30     |           |           |           |           |
| Veraguas United    | 0 - 1     | Alianza                | Rafael Rodríguez    | 21 de agosto | 16:00     |           |           |           |           |
| Atlético Chiriquí  | 1 - 2     | Plaza Amador           | San Cristóbal       | 21 de agosto | 18:15     |           |           |           |           |
| Total de goles: 17 |           |                        |                     |              |           |           |           |           |           |

| Jornada 7         | Jornada 7 | Jornada 7              | Jornada 7                 | Jornada 7    | Jornada 7 | Jornada 7 | Jornada 7 | Jornada 7 | Jornada 7 |
| ----------------- | --------- | ---------------------- | ------------------------- | ------------ | --------- | --------- | --------- | --------- | --------- |
| Interconferencias |           |                        |                           |              |           |           |           |           |           |
| Local             | Resultado | Visitante              | Estadio                   | Fecha        | Hora      | TV        |           |           |           |
| Plaza Amador      | 1 - 0     | Veraguas United        | Javier Cruz García        | 26 de agosto | 20:00     |           |           |           |           |
| Árabe Unido       | 0 - 0     | Atlético Independiente | Armando Dely Valdés       | 27 de agosto | 16:00     |           |           |           |           |
| Universitario     | 2 - 2     | Potros del Este        | Universidad Latina        | 27 de agosto | 18:15     |           |           |           |           |
| Herrera           | 0 - 0     | Sporting SM            | Los Milagros              | 27 de agosto | 20:30     |           |           |           |           |
| Tauro             | 0 - 0     | Atlético Chiriquí      | Javier Cruz García        | 28 de agosto | 16:00     |           |           |           |           |
| San Francisco     | 0 - 1     | Alianza                | Agustín "Muquita" Sánchez | 28 de agosto | 18:15     |           |           |           |           |
| Total de goles: 6 |           |                        |                           |              |           |           |           |           |           |

| Jornada 8              | Jornada 8 | Jornada 8       | Jornada 8                 | Jornada 8       | Jornada 8 | Jornada 8 | Jornada 8 | Jornada 8 | Jornada 8 |
| ---------------------- | --------- | --------------- | ------------------------- | --------------- | --------- | --------- | --------- | --------- | --------- |
| Interconferencias      |           |                 |                           |                 |           |           |           |           |           |
| Local                  | Resultado | Visitante       | Estadio                   | Fecha           | Hora      | TV        |           |           |           |
| San Francisco          | 1 - 2     | Tauro           | Agustín "Muquita" Sánchez | 2 de septiembre | 20:00     |           |           |           |           |
| Sporting SM            | 3 - 1     | Veraguas United | Los Andes                 | 3 de septiembre | 16:00     |           |           |           |           |
| Atlético Chiriquí      | 1 - 1     | Potros del Este | San Cristóbal             | 3 de septiembre | 18:15     |           |           |           |           |
| Atlético Independiente | 1 - 0     | Plaza Amador    | Agustín "Muquita" Sánchez | 3 de septiembre | 20:30     |           |           |           |           |
| Alianza                | 1 - 1     | Herrera         | Javier Cruz García        | 4 de septiembre | 16:00     |           |           |           |           |
| Universitario          | 1 - 2     | Árabe Unido     | Universidad Latina        | 4 de septiembre | 18:15     |           |           |           |           |
| Total de goles: 15     |           |                 |                           |                 |           |           |           |           |           |

| Jornada 9              | Jornada 9 | Jornada 9         | Jornada 9                 | Jornada 9        | Jornada 9 | Jornada 9 | Jornada 9 | Jornada 9 | Jornada 9 |
| ---------------------- | --------- | ----------------- | ------------------------- | ---------------- | --------- | --------- | --------- | --------- | --------- |
| Interconferencias      |           |                   |                           |                  |           |           |           |           |           |
| Local                  | Resultado | Visitante         | Estadio                   | Fecha            | Hora      | TV        |           |           |           |
| Herrera                | 0 - 1     | Plaza Amador      | Los Milagros              | 9 de septiembre  | 20:00     |           |           |           |           |
| Árabe Unido            | 2 - 0     | Atlético Chiriquí | Armando Dely Valdés       | 10 de septiembre | 16:00     |           |           |           |           |
| Universitario          | 1 - 0     | Alianza           | Universidad Latina        | 10 de septiembre | 18:15     |           |           |           |           |
| Potros del Este        | 1 - 1     | Veraguas United   | Javier Cruz García        | 10 de septiembre | 20:30     |           |           |           |           |
| Sporting SM            | 2 - 1     | San Francisco     | Los Andes                 | 11 de septiembre | 18:15     |           |           |           |           |
| Atlético Independiente | 2 - 0     | Tauro             | Agustín "Muquita" Sánchez | 11 de septiembre | 20:30     |           |           |           |           |
| Total de goles: 11     |           |                   |                           |                  |           |           |           |           |           |

| Jornada 10         | Jornada 10 | Jornada 10             | Jornada 10         | Jornada 10       | Jornada 10 | Jornada 10 | Jornada 10 | Jornada 10 | Jornada 10 |
| ------------------ | ---------- | ---------------------- | ------------------ | ---------------- | ---------- | ---------- | ---------- | ---------- | ---------- |
| Interconferencias  |            |                        |                    |                  |            |            |            |            |            |
| Local              | Resultado  | Visitante              | Estadio            | Fecha            | Hora       | TV         |            |            |            |
| Plaza Amador       | 1 - 2      | San Francisco          | Javier Cruz García | 16 de septiembre | 21:00      |            |            |            |            |
| Potros del Este    | 4 - 0      | Herrera                | Javier Cruz García | 17 de septiembre | 16:00      |            |            |            |            |
| Atlético Chiriquí  | 0 - 0      | Sporting SM            | San Cristóbal      | 17 de septiembre | 18:15      |            |            |            |            |
| Alianza            | 0 - 1      | Atlético Independiente | Javier Cruz García | 17 de septiembre | 20:30      |            |            |            |            |
| Tauro              | 1 - 2      | Universitario          | Javier Cruz García | 18 de septiembre | 16:00      |            |            |            |            |
| Veraguas United    | 0 - 1      | Árabe Unido            | Rafael Rodríguez   | 18 de septiembre | 18:15      |            |            |            |            |
| Total de goles: 12 |            |                        |                    |                  |            |            |            |            |            |

| Jornada 11             | Jornada 11 | Jornada 11        | Jornada 11                | Jornada 11       | Jornada 11 | Jornada 11 | Jornada 11 | Jornada 11 | Jornada 11 |
| ---------------------- | ---------- | ----------------- | ------------------------- | ---------------- | ---------- | ---------- | ---------- | ---------- | ---------- |
| Interconferencias      |            |                   |                           |                  |            |            |            |            |            |
| Local                  | Resultado  | Visitante         | Estadio                   | Fecha            | Hora       | TV         |            |            |            |
| San Francisco          | 2 - 0      | Potros del Este   | Agustín "Muquita" Sánchez | 23 de septiembre | 20:00      |            |            |            |            |
| Atlético Independiente | 0 - 2      | Sporting SM       | Agustín "Muquita" Sánchez | 24 de septiembre | 16:00      |            |            |            |            |
| Alianza                | 4 - 0      | Atlético Chiriquí | Javier Cruz García        | 24 de septiembre | 18:15      |            |            |            |            |
| Herrera                | 2 - 1      | Árabe Unido       | Los Milagros              | 24 de septiembre | 20:30      |            |            |            |            |
| Plaza Amador           | 1 - 2      | Universitario     | Javier Cruz García        | 25 de septiembre | 16:00      |            |            |            |            |
| Veraguas United        | 1 - 2      | Tauro             | Rafael Rodríguez          | 25 de septiembre | 18:15      |            |            |            |            |
| Total de goles: 17     |            |                   |                           |                  |            |            |            |            |            |

| Jornada 12         | Jornada 12 | Jornada 12             | Jornada 12                | Jornada 12       | Jornada 12 | Jornada 12 | Jornada 12 | Jornada 12 | Jornada 12 |
| ------------------ | ---------- | ---------------------- | ------------------------- | ---------------- | ---------- | ---------- | ---------- | ---------- | ---------- |
| Conferencia Este   |            |                        |                           |                  |            |            |            |            |            |
| Local              | Resultado  | Visitante              | Estadio                   | Fecha            | Hora       | TV         |            |            |            |
| Alianza            | 1 - 0      | Sporting SM            | Javier Cruz García        | 27 de septiembre | 18:15      |            |            |            |            |
| Potros del Este    | 0 - 2      | Tauro                  | Javier Cruz García        | 28 de septiembre | 18:15      |            |            |            |            |
| Plaza Amador       | 2 - 2      | Árabe Unido            | Los Andes                 | 28 de septiembre | 20:30      |            |            |            |            |
| Conferencia Oeste  |            |                        |                           |                  |            |            |            |            |            |
| Local              | Resultado  | Visitante              | Estadio                   | Fecha            | Hora       | TV         |            |            |            |
| Herrera            | 0 - 0      | Atlético Chiriquí      | Los Milagros              | 27 de septiembre | 16:00      |            |            |            |            |
| San Francisco      | 1 - 1      | Universitario          | Agustín "Muquita" Sánchez | 27 de septiembre | 20:30      |            |            |            |            |
| Veraguas United    | 2 - 0      | Atlético Independiente | Rafael Rodríguez          | 28 de septiembre | 16:00      |            |            |            |            |
| Total de goles: 11 |            |                        |                           |                  |            |            |            |            |            |

| Jornada 13         | Jornada 13 | Jornada 13             | Jornada 13                | Jornada 13       | Jornada 13 | Jornada 13 | Jornada 13 | Jornada 13 | Jornada 13 |
| ------------------ | ---------- | ---------------------- | ------------------------- | ---------------- | ---------- | ---------- | ---------- | ---------- | ---------- |
| Conferencia Este   |            |                        |                           |                  |            |            |            |            |            |
| Local              | Resultado  | Visitante              | Estadio                   | Fecha            | Hora       | TV         |            |            |            |
| Sporting SM        | 1 - 1      | Plaza Amador           | Los Andes                 | 1 de octubre     | 18:15      |            |            |            |            |
| Potros del Este    | 2 - 0      | Árabe Unido            | Javier Cruz García        | 1 de octubre     | 20:30      |            |            |            |            |
| Tauro              | 0 - 2      | Alianza                | Javier Cruz García        | 2 de octubre     | 16:00      |            |            |            |            |
| Conferencia Oeste  |            |                        |                           |                  |            |            |            |            |            |
| Local              | Resultado  | Visitante              | Estadio                   | Fecha            | Hora       | TV         |            |            |            |
| San Francisco      | 0 - 2      | Atlético Independiente | Agustín "Muquita" Sánchez | 30 de septiembre | 20:00      |            |            |            |            |
| Universitario      | 0 - 0      | Atlético Chiriquí      | Universidad Latina        | 2 de octubre     | 18:15      |            |            |            |            |
| Herrera            | 1 - 1      | Veraguas United        | Los Milagros              | 2 de octubre     | 20:30      |            |            |            |            |
| Total de goles: 10 |            |                        |                           |                  |            |            |            |            |            |

| Jornada 14             | Jornada 14 | Jornada 14      | Jornada 14                | Jornada 14   | Jornada 14 | Jornada 14 | Jornada 14 | Jornada 14 | Jornada 14 |
| ---------------------- | ---------- | --------------- | ------------------------- | ------------ | ---------- | ---------- | ---------- | ---------- | ---------- |
| Conferencia Este       |            |                 |                           |              |            |            |            |            |            |
| Local                  | Resultado  | Visitante       | Estadio                   | Fecha        | Hora       | TV         |            |            |            |
| Alianza                | 1 - 0      | Potros del Este | Javier Cruz García        | 7 de octubre | 20:00      |            |            |            |            |
| Árabe Unido            | 1 - 1      | Sporting SM     | Armando Dely Valdés       | 8 de octubre | 16:00      |            |            |            |            |
| Tauro                  | 0 - 0      | Plaza Amador    | Javier Cruz García        | 8 de octubre | 20:30      |            |            |            |            |
| Conferencia Oeste      |            |                 |                           |              |            |            |            |            |            |
| Local                  | Resultado  | Visitante       | Estadio                   | Fecha        | Hora       | TV         |            |            |            |
| Atlético Chiriquí      | 0 - 4      | San Francisco   | San Cristóbal             | 8 de octubre | 18:15      |            |            |            |            |
| Atlético Independiente | 2 - 3      | Herrera         | Agustín "Muquita" Sánchez | 9 de octubre | 16:00      |            |            |            |            |
| Universitario          | 3 - 1      | Veraguas United | Universidad Latina        | 9 de octubre | 18:15      |            |            |            |            |
| Total de goles: 16     |            |                 |                           |              |            |            |            |            |            |

| Jornada 15         | Jornada 15 | Jornada 15             | Jornada 15                | Jornada 15    | Jornada 15 | Jornada 15 | Jornada 15 | Jornada 15 | Jornada 15 |
| ------------------ | ---------- | ---------------------- | ------------------------- | ------------- | ---------- | ---------- | ---------- | ---------- | ---------- |
| Conferencia Este   |            |                        |                           |               |            |            |            |            |            |
| Local              | Resultado  | Visitante              | Estadio                   | Fecha         | Hora       | TV         |            |            |            |
| Plaza Amador       | 0 - 3      | Potros del Este        | Javier Cruz García        | 15 de octubre | 16:00      |            |            |            |            |
| Árabe Unido        | 3 - 0      | Alianza                | Armando Dely Valdés       | 15 de octubre | 16:00      |            |            |            |            |
| Tauro              | 2 - 0      | Sporting SM            | Javier Cruz García        | 15 de octubre | 18:15      |            |            |            |            |
| Conferencia Oeste  |            |                        |                           |               |            |            |            |            |            |
| Local              | Resultado  | Visitante              | Estadio                   | Fecha         | Hora       | TV         |            |            |            |
| San Francisco      | 1 - 1      | Veraguas United        | Agustín "Muquita" Sánchez | 14 de octubre | 20:00      |            |            |            |            |
| Atlético Chiriquí  | 0 - 2      | Atlético Independiente | San Cristóbal             | 15 de octubre | 18:15      |            |            |            |            |
| Universitario      | 2 - 0      | Herrera                | Universidad Latina        | 15 de octubre | 20:30      |            |            |            |            |
| Total de goles: 14 |            |                        |                           |               |            |            |            |            |            |

| Jornada 16         | Jornada 16 | Jornada 16             | Jornada 16          | Jornada 16    | Jornada 16 | Jornada 16 | Jornada 16 | Jornada 16 | Jornada 16 |
| ------------------ | ---------- | ---------------------- | ------------------- | ------------- | ---------- | ---------- | ---------- | ---------- | ---------- |
| Conferencia Este   |            |                        |                     |               |            |            |            |            |            |
| Local              | Resultado  | Visitante              | Estadio             | Fecha         | Hora       | TV         |            |            |            |
| Sporting SM        | 3 - 2      | Potros del Este        | Los Andes           | 22 de octubre | 16:00      | +          |            |            |            |
| Plaza Amador       | 1 - 1      | Alianza                | Javier Cruz García  | 22 de octubre | 16:00      |            |            |            |            |
| Árabe Unido        | 0 - 1      | Tauro                  | Armando Dely Valdés | 22 de octubre | 16:00      |            |            |            |            |
| Conferencia Oeste  |            |                        |                     |               |            |            |            |            |            |
| Local              | Resultado  | Visitante              | Estadio             | Fecha         | Hora       | TV         |            |            |            |
| Veraguas United    | 4 - 1      | Atlético Chiriquí      | Rafael Rodríguez    | 22 de octubre | 19:00      | +          |            |            |            |
| Universitario      | 0 - 2      | Atlético Independiente | Universidad Latina  | 22 de octubre | 19:00      |            |            |            |            |
| Herrera            | 0 - 2      | San Francisco          | Los Milagros        | 22 de octubre | 19:00      |            |            |            |            |
| Total de goles: 17 |            |                        |                     |               |            |            |            |            |            |

## Fase Final
|  | Play-Off 25 y 26 de octubre | Play-Off 25 y 26 de octubre | Play-Off 25 y 26 de octubre |                        |   | Semifinales 29 y 30 de octubre (Ida) 5 y 6 de noviembre (Vuelta) | Semifinales 29 y 30 de octubre (Ida) 5 y 6 de noviembre (Vuelta) | Semifinales 29 y 30 de octubre (Ida) 5 y 6 de noviembre (Vuelta) | Semifinales 29 y 30 de octubre (Ida) 5 y 6 de noviembre (Vuelta) | Semifinales 29 y 30 de octubre (Ida) 5 y 6 de noviembre (Vuelta) |  |      | Final Clausura 12 de noviembre | Final Clausura 12 de noviembre | Final Clausura 12 de noviembre |  |
|  |                             |                             |                             |                        |   |                                                                  |                                                                  |                                                                  |                                                                  |                                                                  |  |      |                                |                                |                                |  |
|  |                             |                             |                             |                        |   |                                                                  |                                                                  |                                                                  |                                                                  |                                                                  |  |      |                                |                                |                                |  |
|  |                             |                             |                             |                        |   |                                                                  |                                                                  |                                                                  |                                                                  |                                                                  |  |      |                                |                                |                                |  |
|  |                             |                             |                             |                        |   |                                                                  |                                                                  |                                                                  |                                                                  |                                                                  |  |      |                                |                                |                                |  |
|  |                             |                             |                             |                        |   |                                                                  |                                                                  |                                                                  |                                                                  |                                                                  |  |      |                                |                                |                                |  |
|  |                             | 1°CE                        | Deportivo Árabe Unido       | 0                      | 0 | 0                                                                |                                                                  |                                                                  |                                                                  |                                                                  |  |      |                                |                                |                                |  |
|  |                             |                             |                             | 0                      | 0 | 0                                                                |                                                                  |                                                                  |                                                                  |                                                                  |  |      |                                |                                |                                |  |
|  |                             |                             | 2°CO                        | C. D. Universitario    | 1 | 0                                                                | 1                                                                |                                                                  |                                                                  |                                                                  |  |      |                                |                                |                                |  |
|  | 2°CO                        | C. D. Universitario         | 2°CO                        | C. D. Universitario    | 1 | 0                                                                | 1                                                                | 1                                                                |                                                                  |                                                                  |  |      |                                |                                |                                |  |
|  | 2°CO                        | C. D. Universitario         |                             |                        |   |                                                                  |                                                                  |                                                                  |                                                                  |                                                                  |  |      |                                |                                |                                |  |
|  | 3°CE                        | C. D. Plaza Amador          | 0                           |                        |   |                                                                  |                                                                  |                                                                  |                                                                  |                                                                  |  |      |                                |                                |                                |  |
|  | 3°CE                        | C. D. Plaza Amador          | 0                           |                        |   |                                                                  |                                                                  |                                                                  |                                                                  |                                                                  |  | 2°CO | C. D. Universitario            | 1                              |                                |  |
|  |                             |                             |                             |                        |   |                                                                  |                                                                  |                                                                  |                                                                  |                                                                  |  | 2°CO | C. D. Universitario            | 1                              |                                |  |
|  |                             |                             | 1°CO                        | C. A. Independiente    | 2 |                                                                  |                                                                  |                                                                  |                                                                  |                                                                  |  |      |                                |                                |                                |  |
|  |                             |                             | 1°CO                        | C. A. Independiente    | 2 |                                                                  |                                                                  |                                                                  |                                                                  |                                                                  |  |      |                                |                                |                                |  |
|  |                             |                             |                             |                        |   |                                                                  |                                                                  |                                                                  |                                                                  |                                                                  |  |      |                                |                                |                                |  |
|  |                             |                             |                             |                        |   |                                                                  |                                                                  |                                                                  |                                                                  |                                                                  |  |      |                                |                                |                                |  |
|  |                             | 1°CO                        | C. A. Independiente         | 1                      | 1 | 2                                                                |                                                                  |                                                                  |                                                                  |                                                                  |  |      |                                |                                |                                |  |
|  |                             |                             |                             | 1                      | 1 | 2                                                                |                                                                  |                                                                  |                                                                  |                                                                  |  |      |                                |                                |                                |  |
|  |                             |                             | 2°CE                        | Sporting San Miguelito | 1 | 0                                                                | 1                                                                |                                                                  |                                                                  |                                                                  |  |      |                                |                                |                                |  |
|  | 2°CE                        | Sporting San Miguelito      | 2°CE                        | Sporting San Miguelito | 1 | 0                                                                | 1                                                                | 2                                                                |                                                                  |                                                                  |  |      |                                |                                |                                |  |
|  | 2°CE                        | Sporting San Miguelito      |                             |                        |   |                                                                  |                                                                  |                                                                  |                                                                  |                                                                  |  |      |                                |                                |                                |  |
|  | 3°CO                        | San Francisco F. C.         | 0                           |                        |   |                                                                  |                                                                  |                                                                  |                                                                  |                                                                  |  |      |                                |                                |                                |  |
|  | 3°CO                        | San Francisco F. C.         | 0                           |                        |   |                                                                  |                                                                  |                                                                  |                                                                  |                                                                  |  |      |                                |                                |                                |  |
|  |                             |                             |                             |                        |   |                                                                  |                                                                  |                                                                  |                                                                  |                                                                  |  |      |                                |                                |                                |  |

### Repechaje

#### C. D. Universitario - C. D. Plaza Amador
| 26 de octubre de 2022, 20:00 | CD Universitario | 1:0     | CD Plaza Amador | Estadio Universidad Latina, Penonomé, Coclé |                          |
|                              | F. Carmona 41'   | Reporte |                 | Árbitro(s): Jafeth Perea                    | Árbitro(s): Jafeth Perea |

#### Sporting San Miguelito - San Francisco F. C.
| 25 de octubre de 2022, 20:00 | Sporting SM                  | 2:0     | San Francisco FC | Complejo Deportivo de Los Andes, San Miguelito, Panamá |                          |
|                              | D. Oliveira · J. Sánchez 43' | Reporte |                  | Árbitro(s): Jorge Negron                               | Árbitro(s): Jorge Negron |

### Semifinales

#### Deportivo Árabe Unido - C. D. Universitario
| Ida; 30 de octubre de 2022; 18:00 | CD Universitario | 1:0     | Deportivo Árabe Unido | Estadio Universidad Latina, Penonomé, Coclé |                            |
|                                   | J. Cox 62'       | Reporte |                       | Árbitro(s): Oliver Vergara                  | Árbitro(s): Oliver Vergara |

| Vuelta; 6 de noviembre de 2022; 15:00                                                                        | Deportivo Árabe Unido | 0:0 (Global 0:1) | CD Universitario | Estadio Armando Dely Valdés, Ciudad de Colón, Colón |                          |
| |                       | Reporte          |                  | Árbitro(s): Jafeth Perea                            | Árbitro(s): Jafeth Perea |
| El Club Deportivo Universitario avanzó a la final luego de vencer 0:1 en el global al Deportivo Árabe Unido. |                       |                  |                  |                                                     |                          |

#### C. A. Independiente - Sporting San Miguelito
| Ida; 29 de octubre de 2022; 19:00 | Sporting San Miguelito | 1:1     | CA Independiente | Complejo Deportivo de Los Andes, San Miguelito, Panamá |                           |
|                                   | J. Sánchez 73'         | Reporte | 13' A. Palacios  | Árbitro(s): José Carrasco                              | Árbitro(s): José Carrasco |

| Vuelta; 5 de noviembre de 2022; 19:00                                                                                       | CA Independiente | 1:0 (Global 2:1) | Sporting San Miguelito | Estadio Agustín Muquita Sánchez, La Chorrera, Panamá Oeste |  |
| | 46' B. Caicedo   | Reporte          |                        |                                                            |  |
| El Club Atlético Independiente de La Chorrera avanzó a la final luego de vencer en el global 2:1 al Sporting San Miguelito. |                  |                  |                        |                                                            |  |

### Final

#### C. A. Independiente - C. D. Universitario
| Final; 12 de noviembre de 2022, 19:00 | CA Independiente                           | 2:1 (0:1) (t. s.) | CD Universitario | Estadio Rommel Fernández Gutiérrez, Ciudad de Panamá, Panamá |                          |
|                                       | Gilberto Hernández 55' · Víctor Ávila 117' | Reporte           | Joseph Cox       | Árbitro(s): Jefeth Perea                                     | Árbitro(s): Jefeth Perea |

| 12    | Guardameta     | César Samudio      |     |
| 13    | Defensa        | Jean Montenegro    | 70' |
| 22    | Defensa        | Sergio Ramírez     |     |
| 14    | Defensa        | Gilberto Hernández |     |
| 21    | Defensa        | Alejandro Yearwood |     |
| 7     | Centrocampista | Jorge Serrano      | 97' |
| 23    | Centrocampista | Héctor Hurtado     | 83' |
| 10    | Centrocampista | Rafael Águila      |     |
| 5     | Centrocampista | Aimar Modelo       | 45' |
| 32    | Delantero      | Brandon Caicedo    | 62' |
| 11    | Delantero      | Alexis Palacio     | 62' |
| D. T. | D. T.          | Franklin Narváez   |     |

| 1     | Guardameta     | Aldair Arnedo   |      |
| 2     | Defensa        | José Matos      | 91'  |
| 3     | Defensa        | David Álvarez   |      |
| 4     | Defensa        | Edgardo Fariña  | 118' |
| 48    | Defensa        | Joel Guevara    |      |
| 26    | Centrocampista | Manuel Torres   |      |
| 15    | Centrocampista | Lilio Mena      | 70'  |
| 22    | Centrocampista | Ferneys Carmona |      |
| 10    | Delantero      | Jamel González  | 59'  |
| 9     | Delantero      | Joseph Cox      |      |
| 13    | Delantero      | Everardo Rose   |      |
| D. T. | D. T.          | Julio Infante   |      |

| 20 | Defensa        | Luis Torres     | 45' |
| 28 | Centrocampista | Angel Valverde  | 62' |
| 77 | Delantero      | Víctor Ávila    | 62' |
| 19 | Delantero      | Marlon Avila    | 70' |
| 8  | Centrocampista | Uziel Maltez    | 83' |
| 25 | Delantero      | David Contreras | 97' |

| 11 | Centrocampista | Luis Cañate    | 59'  |
| 8  | Centrocampista | Efraín Vanegas | 70'  |
| 29 | Defensa        | Daniel Ortiz   | 91'  |
| 19 | Delantero      | Azael Brown    | 118' |

| 55' · 117' | Gilberto Hernández Víctor Ávila | 2 |

| 6' | Joseph Cox | 1 |

| 55' · 118' | Gilberto Hernández Víctor Ávila |

| 32' · 45' · 50' | Lilio Mena Edgardo Fariña David Álvarez |

| Principal  | Jafeth Perea       |
| Asistentes | Alejandro Camarena |
|            | Jorginho Vázquez   |
| Cuarto     | Jorge Negrón       |

|  |                    |     |     |
|  | Tiros              | 17  | 11  |
|  | Tiros a puerta     | 7   | 4   |
|  | Faltas             | 16  | 25  |
|  | Posesión del balón | 52% | 48% |

| 12    | Guardameta     | César Samudio      |     |
| 13    | Defensa        | Jean Montenegro    | 70' |
| 22    | Defensa        | Sergio Ramírez     |     |
| 14    | Defensa        | Gilberto Hernández |     |
| 21    | Defensa        | Alejandro Yearwood |     |
| 7     | Centrocampista | Jorge Serrano      | 97' |
| 23    | Centrocampista | Héctor Hurtado     | 83' |
| 10    | Centrocampista | Rafael Águila      |     |
| 5     | Centrocampista | Aimar Modelo       | 45' |
| 32    | Delantero      | Brandon Caicedo    | 62' |
| 11    | Delantero      | Alexis Palacio     | 62' |
| D. T. | D. T.          | Franklin Narváez   |     |

| 1     | Guardameta     | Aldair Arnedo   |      |
| 2     | Defensa        | José Matos      | 91'  |
| 3     | Defensa        | David Álvarez   |      |
| 4     | Defensa        | Edgardo Fariña  | 118' |
| 48    | Defensa        | Joel Guevara    |      |
| 26    | Centrocampista | Manuel Torres   |      |
| 15    | Centrocampista | Lilio Mena      | 70'  |
| 22    | Centrocampista | Ferneys Carmona |      |
| 10    | Delantero      | Jamel González  | 59'  |
| 9     | Delantero      | Joseph Cox      |      |
| 13    | Delantero      | Everardo Rose   |      |
| D. T. | D. T.          | Julio Infante   |      |

| 20 | Defensa        | Luis Torres     | 45' |
| 28 | Centrocampista | Angel Valverde  | 62' |
| 77 | Delantero      | Víctor Ávila    | 62' |
| 19 | Delantero      | Marlon Avila    | 70' |
| 8  | Centrocampista | Uziel Maltez    | 83' |
| 25 | Delantero      | David Contreras | 97' |

| 11 | Centrocampista | Luis Cañate    | 59'  |
| 8  | Centrocampista | Efraín Vanegas | 70'  |
| 29 | Defensa        | Daniel Ortiz   | 91'  |
| 19 | Delantero      | Azael Brown    | 118' |

| 55' · 117' | Gilberto Hernández Víctor Ávila | 2 |

| 6' | Joseph Cox | 1 |

| 55' · 118' | Gilberto Hernández Víctor Ávila |

| 32' · 45' · 50' | Lilio Mena Edgardo Fariña David Álvarez |

| Principal  | Jafeth Perea       |
| Asistentes | Alejandro Camarena |
|            | Jorginho Vázquez   |
| Cuarto     | Jorge Negrón       |

|  |                    |     |     |
|  | Tiros              | 17  | 11  |
|  | Tiros a puerta     | 7   | 4   |
|  | Faltas             | 16  | 25  |
|  | Posesión del balón | 52% | 48% |

| 12    | Guardameta     | César Samudio      |     |
| 13    | Defensa        | Jean Montenegro    | 70' |
| 22    | Defensa        | Sergio Ramírez     |     |
| 14    | Defensa        | Gilberto Hernández |     |
| 21    | Defensa        | Alejandro Yearwood |     |
| 7     | Centrocampista | Jorge Serrano      | 97' |
| 23    | Centrocampista | Héctor Hurtado     | 83' |
| 10    | Centrocampista | Rafael Águila      |     |
| 5     | Centrocampista | Aimar Modelo       | 45' |
| 32    | Delantero      | Brandon Caicedo    | 62' |
| 11    | Delantero      | Alexis Palacio     | 62' |
| D. T. | D. T.          | Franklin Narváez   |     |

| 1     | Guardameta     | Aldair Arnedo   |      |
| 2     | Defensa        | José Matos      | 91'  |
| 3     | Defensa        | David Álvarez   |      |
| 4     | Defensa        | Edgardo Fariña  | 118' |
| 48    | Defensa        | Joel Guevara    |      |
| 26    | Centrocampista | Manuel Torres   |      |
| 15    | Centrocampista | Lilio Mena      | 70'  |
| 22    | Centrocampista | Ferneys Carmona |      |
| 10    | Delantero      | Jamel González  | 59'  |
| 9     | Delantero      | Joseph Cox      |      |
| 13    | Delantero      | Everardo Rose   |      |
| D. T. | D. T.          | Julio Infante   |      |

| 20 | Defensa        | Luis Torres     | 45' |
| 28 | Centrocampista | Angel Valverde  | 62' |
| 77 | Delantero      | Víctor Ávila    | 62' |
| 19 | Delantero      | Marlon Avila    | 70' |
| 8  | Centrocampista | Uziel Maltez    | 83' |
| 25 | Delantero      | David Contreras | 97' |

| 11 | Centrocampista | Luis Cañate    | 59'  |
| 8  | Centrocampista | Efraín Vanegas | 70'  |
| 29 | Defensa        | Daniel Ortiz   | 91'  |
| 19 | Delantero      | Azael Brown    | 118' |

| 55' · 117' | Gilberto Hernández Víctor Ávila | 2 |

| 6' | Joseph Cox | 1 |

| 55' · 118' | Gilberto Hernández Víctor Ávila |

| 32' · 45' · 50' | Lilio Mena Edgardo Fariña David Álvarez |

| Principal  | Jafeth Perea       |
| Asistentes | Alejandro Camarena |
|            | Jorginho Vázquez   |
| Cuarto     | Jorge Negrón       |

|  |                    |     |     |
|  | Tiros              | 17  | 11  |
|  | Tiros a puerta     | 7   | 4   |
|  | Faltas             | 16  | 25  |
|  | Posesión del balón | 52% | 48% |

| 12    | Guardameta     | César Samudio      |     |
| 13    | Defensa        | Jean Montenegro    | 70' |
| 22    | Defensa        | Sergio Ramírez     |     |
| 14    | Defensa        | Gilberto Hernández |     |
| 21    | Defensa        | Alejandro Yearwood |     |
| 7     | Centrocampista | Jorge Serrano      | 97' |
| 23    | Centrocampista | Héctor Hurtado     | 83' |
| 10    | Centrocampista | Rafael Águila      |     |
| 5     | Centrocampista | Aimar Modelo       | 45' |
| 32    | Delantero      | Brandon Caicedo    | 62' |
| 11    | Delantero      | Alexis Palacio     | 62' |
| D. T. | D. T.          | Franklin Narváez   |     |

| 1     | Guardameta     | Aldair Arnedo   |      |
| 2     | Defensa        | José Matos      | 91'  |
| 3     | Defensa        | David Álvarez   |      |
| 4     | Defensa        | Edgardo Fariña  | 118' |
| 48    | Defensa        | Joel Guevara    |      |
| 26    | Centrocampista | Manuel Torres   |      |
| 15    | Centrocampista | Lilio Mena      | 70'  |
| 22    | Centrocampista | Ferneys Carmona |      |
| 10    | Delantero      | Jamel González  | 59'  |
| 9     | Delantero      | Joseph Cox      |      |
| 13    | Delantero      | Everardo Rose   |      |
| D. T. | D. T.          | Julio Infante   |      |

| 20 | Defensa        | Luis Torres     | 45' |
| 28 | Centrocampista | Angel Valverde  | 62' |
| 77 | Delantero      | Víctor Ávila    | 62' |
| 19 | Delantero      | Marlon Avila    | 70' |
| 8  | Centrocampista | Uziel Maltez    | 83' |
| 25 | Delantero      | David Contreras | 97' |

| 11 | Centrocampista | Luis Cañate    | 59'  |
| 8  | Centrocampista | Efraín Vanegas | 70'  |
| 29 | Defensa        | Daniel Ortiz   | 91'  |
| 19 | Delantero      | Azael Brown    | 118' |

| 55' · 117' | Gilberto Hernández Víctor Ávila | 2 |

| 6' | Joseph Cox | 1 |

| 55' · 118' | Gilberto Hernández Víctor Ávila |

| 32' · 45' · 50' | Lilio Mena Edgardo Fariña David Álvarez |

| Principal  | Jafeth Perea       |
| Asistentes | Alejandro Camarena |
|            | Jorginho Vázquez   |
| Cuarto     | Jorge Negrón       |

|  |                    |     |     |
|  | Tiros              | 17  | 11  |
|  | Tiros a puerta     | 7   | 4   |
|  | Faltas             | 16  | 25  |
|  | Posesión del balón | 52% | 48% |

|                                     |
| CA Independiente Campeón 4.° título |

## Estadísticas

### Máximos goleadores
Lista con los máximos goleadores de la competencia.
| 1.º                                           |  | Joseph Cox          | C.D. Universitario   | 13 |
| 2.º                                           |  | Jorlian Sánchez     | Sporting S.M.        | 9  |
| 3.º                                           |  | Yoameth Murillo     | Potros del Este      | 7  |
| 4.º                                           |  | Dwann Oliveira      | Sporting S.M.        | 6  |
| 4.º                                           |  | César Yanis         | Potros del Este      | 6  |
| 5.º                                           |  | Víctor Ávila        | C.A. Independiente   | 5  |
| 5.º                                           |  | Alexis Cundumi      | Veraguas United F.C. | 5  |
| 6.º                                           |  | Gilberto Hernández  | C.A. Independiente   | 4  |
| 6.º                                           |  | Ferneys Carmona     | C.D. Universitario   | 4  |
| 6.º                                           |  | Ángel Sánchez       | Herrera F.C.         | 4  |
| 6.º                                           |  | Gabriel Brown       | C.D. Árabe Unido     | 4  |
| 6.º                                           |  | Jhamal Rodríguez    | San Francisco F. C.  | 4  |
| 7.º                                           |  | Reynaldino Verley   | Alianza F.C.         | 3  |
| 7.º                                           |  | Anthony Stewart     | C.A. Independiente   | 3  |
| 7.º                                           |  | Jorge Serrano       | C.A. Independiente   | 3  |
| 7.º                                           |  | Martin Ruiz         | San Francisco F. C.  | 3  |
| 7.º                                           |  | Everardo Rose       | C.D. Universitario   | 3  |
| 7.º                                           |  | Erick Rodríguez     | Veraguas United F.C. | 3  |
| 7.º                                           |  | Alvin Mendoza       | Alianza F.C.         | 3  |
| 7.º                                           |  | Víctor Medina       | Tauro F.C.           | 3  |
| 7.º                                           |  | Ricardo Clarke      | C.D. Plaza Amador    | 3  |
| 7.º                                           |  | Ángel Orelien       | C.D. Plaza Amador    | 3  |
| 7.º                                           |  | Anthony Stewart     | C.A. Independiente   | 3  |
| 7.º                                           |  | Brandon Caicedo     | C.A. Independiente   | 3  |
| 7.º                                           |  | Marlon Ávila        | C.A. Independiente   | 3  |
| 7.º                                           |  | Ronaldo Córdoba     | Tauro F.C.           | 3  |
| 8.º                                           |  | Alexis Palacio      | C.A. Independiente   | 2  |
| 8.º                                           |  | Ervin Zorrilla      | Potros del Este      | 2  |
| 8.º                                           |  | Juan Villalobos     | C.D. Árabe Unido     | 2  |
| 8.º                                           |  | Manuel Vargas       | Potros del Este      | 2  |
| 8.º                                           |  | Ángel Valverde      | C.A. Independiente   | 2  |
| 8.º                                           |  | Tomás Rodríguez     | Sporting S.M.        | 2  |
| 8.º                                           |  | César Medina        | Alianza F.C.         | 2  |
| 8.º                                           |  | Jameel Lynch        | Veraguas United F.C. | 2  |
| 8.º                                           |  | Omar Hinestroza     | C.D. Árabe Unido     | 2  |
| 8.º                                           |  | Jorge Clement       | San Francisco F. C.  | 2  |
| 8.º                                           |  | Gabriel Chiari      | Alianza F.C.         | 2  |
| 8.º                                           |  | Efraín Bristan      | C.D. Árabe Unido     | 2  |
| 8.º                                           |  | Misael Acosta       | San Francisco F. C.  | 2  |
| 8.º                                           |  | Ángel Caicedo       | C.D. Árabe Unido     | 2  |
| 8.º                                           |  | Keny Bonilla        | San Francisco F. C.  | 2  |
| 8.º                                           |  | Rodrigo Tello       | Potros del Este      | 2  |
| 8.º                                           |  | Jonathan Nisbeth    | Atlético Chiriquí    | 2  |
| 8.º                                           |  | Josue Luna          | Potros del Este      | 2  |
| 8.º                                           |  | Charles Bustamante  | C.D. Árabe Unido     | 2  |
| 8.º                                           |  | José Murillo        | C.D. Plaza Amador    | 2  |
| 8.º                                           |  | Carlos Navas        | San Francisco F. C.  | 2  |
| 8.º                                           |  | Rafael Águila       | C.A. Independiente   | 2  |
| 8.º                                           |  | Edson Samms         | Sporting S.M.        | 2  |
| 8.º                                           |  | Edwin Aguilar       | Tauro F.C.           | 2  |
| 8.º                                           |  | Nilson ESpinoza     | Veraguas United F.C. | 2  |
| 9.º                                           |  | Óscar Linton        | Potros del Este      | 1  |
| 9.º                                           |  | Eric Hughes         | Tauro F.C.           | 1  |
| 9.º                                           |  | Jesús González      | C.D. Plaza Amador    | 1  |
| 9.º                                           |  | Jamel Gonzalez      | C.D. Universitario   | 1  |
| 9.º                                           |  | Carlos Escobar      | Herrera F.C.         | 1  |
| 9.º                                           |  | Saed Díaz           | Tauro F.C.           | 1  |
| 9.º                                           |  | Didier Dawson       | C.D. Plaza Amador    | 1  |
| 9.º                                           |  | Emmanuel Ceballos   | C.D. Árabe Unido     | 1  |
| 9.º                                           |  | Ángel Castillo      | San Francisco F. C.  | 1  |
| 9.º                                           |  | José Bernal         | Atlético Chiriquí    | 1  |
| 9.º                                           |  | Rubén Barrow        | Veraguas United F.C. | 1  |
| 9.º                                           |  | Rolando Rodríguez   | Herrera F.C.         | 1  |
| 9.º                                           |  | John Jairo Alvarado | Alianza F.C.         | 1  |
| 9.º                                           |  | José Ortega         | Atlético Chiriquí    | 1  |
| 9.º                                           |  | Ricardo Montenegro  | Veraguas United F.C. | 1  |
| 9.º                                           |  | Sergio Cunningham   | Tauro F.C.           | 1  |
| 9.º                                           |  | Omar Valencia       | Tauro F.C.           | 1  |
| 9.º                                           |  | Alcides Díaz        | Alianza F.C.         | 1  |
| 9.º                                           |  | Álvaro Aparicio     | C.D. Universitario   | 1  |
| 9.º                                           |  | David Álvarez       | C.D. Universitario   | 1  |
| 9.º                                           |  | Miguel Saavedra     | Atlético Chiriquí    | 1  |
| 9.º                                           |  | Azael Brown         | C.D. Universitario   | 1  |
| 9.º                                           |  | Jesús Delgado       | Sporting S.M.        | 1  |
| 9.º                                           |  | Abdiel Garcés       | Herrera F.C.         | 1  |
| 9.º                                           |  | Richard Rodríguez   | Tauro F.C.           | 1  |
| 9.º                                           |  | Carlos Small        | C.D. Árabe Unido     | 1  |
| 9.º                                           |  | Alcides De los Ríos | Potros del Este      | 1  |
| 9.º                                           |  | Juan Sagel          | Veraguas United F.C. | 1  |
| 9.º                                           |  | Adolfo Machado      | Sporting S.M.        | 1  |
| 9.º                                           |  | Nicolás Muñoz       | Sporting S.M.        | 1  |
| 9.º                                           |  | Fernando Guerrero   | Alianza F.C.         | 1  |
| 9.º                                           |  | Hiberto Peralta     | Tauro F.C.           | 1  |
| 9.º                                           |  | William Bartholdy   | San Francisco F. C.  | 1  |
| 9.º                                           |  | Ricardo Buitrago    | C.D. Plaza Amador    | 1  |
| 9.º                                           |  | Jan Carlos Vargas   | Tauro F.C.           | 1  |
| 9.º                                           |  | Héctor Hurtado      | C.A. Independiente   | 1  |
| 9.º                                           |  | José Rivas          | C.D. Plaza Amador    | 1  |
| 9.º                                           |  | Isaías Soto         | Atlético Chiriquí    | 1  |
| 9.º                                           |  | Javier Rivera       | Atlético Chiriquí    | 1  |
| 9.º                                           |  | Luis Tejada         | Potros del Este      | 1  |
| 9.º                                           |  | Shaquille Coronado  | C.D. Árabe Unido     | 1  |
| 9.º                                           |  | Emanuel Gómez       | Sporting S.M.        | 1  |
| 9.º                                           |  | Manuel Gamboa       | C.D. Plaza Amador    | 1  |
| 9.º                                           |  | Leonel Tejada       | C.D. Plaza Amador    | 1  |
| 9.º                                           |  | Ovidio López        | C.D. Plaza Amador    | 1  |
| 9.º                                           |  | Azarias Londoño     | Alianza F.C.         | 1  |
| 9.º                                           |  | Darío King          | C.D. Árabe Unido     | 1  |
| 9.º                                           |  | Edgar Aparicio      | Sporting S.M.        | 1  |
| 9.º                                           |  | Jesús Araya         | San Francisco F. C.  | 1  |
| 9.º                                           |  | Carlos Rivera       | San Francisco F. C.  | 1  |
| 9.º                                           |  | Luis Cañate         | C.D. Universitario   | 1  |
| 9.º                                           |  | Yair Renteria       | C.D. Universitario   | 1  |
| 9.º                                           |  | Francisco Vence     | C.D. Árabe Unido     | 1  |
| 9.º                                           |  | Yamar Reed          | C.D. Árabe Unido     | 1  |
| 9.º                                           |  | Lilio Mena          | C.D. Universitario   | 1  |
| 9.º                                           |  | Edgardo Fariña      | C.D. Universitario   | 1  |
| 9.º                                           |  | Emmanuel Chanis     | C.D. Plaza Amador    | 1  |
| 9.º                                           |  | John Asprilla       | Alianza F.C.         | 1  |
| 9.º                                           |  | Jean Carlos Sánchez | San Francisco F. C.  | 1  |
| Última actualización: 12 de noviembre de 2022 |  |                     |                      |    |

### Galardones por jornada
| Jornada | Jugador           | Equipo                  |
| ------- | ----------------- | ----------------------- |
| 1       | José Murillo      | C. D. Plaza Amador      |
| 2       | Emmanuel Gómez    | Sporting San Miguelito  |
| 3       | Emerson Dimas     | C. D. Plaza Amador      |
| 4       | Tomás Rodríguez   | Sporting San Miguelito  |
| 5       | Jorginho Frías    | Sporting San Miguelito  |
| 6       | Gustavo Chará     | Tauro F. C.             |
| 7       | César Yanis       | Club Deportivo del Este |
| 8       | Ángel Caicedo     | Deportivo Árabe Unido   |
| 9       | Edgardo Alexander | Deportivo Árabe Unido   |
| 10      | Francisco Vence   | Deportivo Árabe Unido   |
| 11      | Jhamal Rodríguez  | San Francisco F. C.     |
| 12      | Víctor Medina     | Tauro F. C.             |
| 13      | César Yanis       | Club Deportivo del Este |
| 14      | Martín Ruíz       | San Francisco F. C.     |
| 15      | Rubén Baruco      | Deportivo Árabe Unido   |
| 16      | Alexis Cundumi    | Veraguas United FC      |

### Galardones mensuales
| Mes  | Jugador        | Equipo                |
| ---- | -------------- | --------------------- |
| Ago. | Emerson Dimas  | C. D. Plaza Amador    |
| Sep. | Ángel Caicedo  | Deportivo Árabe Unido |
| Oct. | Alexis Cundumi | Veraguas United FC    |

## Tabla Anual

### Acumulada Temporada 2022
| Pos. | Equipo                  | Pts. | PJ | G  | E  | P  | GF | GC | Dif. | Notas                               |
| ---- | ----------------------- | ---- | -- | -- | -- | -- | -- | -- | ---- | ----------------------------------- |
| 1    | CA Independiente        | 61   | 33 | 19 | 4  | 10 | 51 | 32 | +19  | Campeón del Torneo Clausura 2022    |
| 2    | AF Sporting SM          | 58   | 32 | 15 | 13 | 4  | 45 | 27 | +18  | Subcampeón del Torneo Apertura 2022 |
| 3    | Alianza FC              | 53   | 32 | 15 | 8  | 9  | 30 | 26 | +4   | Campeón del Torneo Apertura 2022    |
| 4    | Tauro FC                | 51   | 32 | 15 | 6  | 11 | 35 | 26 | +9   |                                     |
| 5    | CD Plaza Amador         | 50   | 32 | 12 | 14 | 6  | 44 | 35 | +9   |                                     |
| 6    | CD Atlético Chiriquí    | 39   | 32 | 9  | 12 | 11 | 28 | 45 | −17  |                                     |
| 7    | San Francisco FC        | 38   | 32 | 10 | 8  | 14 | 38 | 32 | +6   |                                     |
| 8    | Club Deportivo del Este | 38   | 32 | 9  | 11 | 12 | 40 | 43 | −3   |                                     |
| 9    | Deportivo Árabe Unido   | 35   | 32 | 8  | 11 | 13 | 24 | 28 | −4   |                                     |
| 10   | Herrera FC              | 34   | 32 | 6  | 16 | 10 | 30 | 43 | −13  |                                     |
| 11   | CD Universitario        | 34   | 33 | 9  | 7  | 17 | 33 | 50 | −17  | Subcampeón del Torneo Clausura 2022 |
| 12   | Veraguas United FC (D)  | 27   | 32 | 5  | 12 | 15 | 31 | 47 | −16  | Descenso de categoría               |

Actualizado a los partidos jugados el 12 de noviembre de 2022.
 Fuente: Liga Panameña de Fútbol
| Simbología |
| --- |
| Pos – Posición; PJ – Partidos Jugados; PG - Partidos Ganados; PE - Partidos Empatados; PP - Partidos Perdidos; GF – Goles a Favor; GC – Goles en Contra; DIF – Diferencia de Goles; PTS - Puntos. |

- Nota: En negrita los equipos que aseguran su permanencia en LPF.
- Nota: En cursiva el equipo que podría descender a Liga Prom.

## Cambios de categoría
| Descendidos a Liga Prom | Ascendidos a Liga LPF |
| ----------------------- | --------------------- |
| Veraguas United FC      | Umecit FC             |